# Kalanchoe
Kalanchoe é um género de plantas suculentas da família Crassulaceae (ordem Saxifragales). Sua origem é africana e ela também é conhecida como flor-da-fortuna ou kalandiva. No Brasil, é conhecida também como coerana, eoirama-branca, erva-da-costa, folha-da-fortuna, folha-de-costa, mãe-de-muitos ou saião.
Na hora de comprar, escolha sempre plantas com folhas inteiras, brilhantes, viçosas e sem manchas. Observe o número de botões fechados, pois as que possuem grande números de botões terão uma durabilidade maior.
Pode ser cultivada à meia-sombra, desde que receba luz solar direta algumas horas por dia. O vaso deve ser colocado onde possa receber sol e vento. Exposta ao sol, suas flores duram mais tempo.
Por acumular muita água, precisa de poucos cuidados com a rega. No verão pode ser regada apenas duas vezes semanalmente e no inverno apenas uma ou quando o substrato estiver começando a ressecar. A rega deve ser feita apenas sobre o solo, sem molhar a planta. Deixe o solo secar antes de regar novamente. Regar sempre com pouca água, o suficiente para que escorra um pouco no pratinho, ou nem isso.
O período de florada vai em geral do início do inverno ao fim da primavera. Pode ser encontrada com flores vermelhas, rosas, laranjas, brancas, amarelas e talvez outras cores. Quando adulta, tem o potencial de atingir 1,25 metros de altura.

## Propriedades químicas
Existem várias espécies e variedades conhecidas, algumas com propriedades medicinais.  Algumas  contêm  bufadienolídeos, esteróides cardiotônicos cujo efeito farmacológico principal é a inibição da Na+/K+-ATPase (NKA) e que podem ser cardiotóxicos, particularmente para o gado.

## Espécies
O gênero Kalanchoe possui 133 espécies reconhecidas atualmente.
- Kalanchoe abrupta Balfour
- Kalanchoe adelae Raym.-Hamet
- Kalanchoe alticola Compton
- Kalanchoe ambolensis Humbert
- Kalanchoe angolensis N.E.Br.
- Kalanchoe angustifolia A. Rich.
- Kalanchoe arborescens Humbert
- Kalanchoe aromatica H. Perrier
- Kalanchoe aubrevillei Cufod.
- Kalanchoe daigremontiana
- Kalanchoe ballyi Raym.-Hamet ex Cufod.
- Kalanchoe baumii Engl. & Gilg
- Kalanchoe beauverdii Raym.-Hamet
- Kalanchoe beharensis Drake
- Kalanchoe bentii C.H. Wright
- Kalanchoe bergeri Raym.-Hamet & H. Perrier
- Kalanchoe bipartita Chiov.
- Kalanchoe bitteri Raym.-Hamet & H. Perrier
- Kalanchoe blossfeldiana Poelln.
- Kalanchoe boisii Raym.-Hamet & H. Perrier
- Kalanchoe boranae Raadts
- Kalanchoe bouvetii Raym.-Hamet & H. Perrier
- Kalanchoe brachycalyx A.Rich.
- Kalanchoe brachyloba Welw. ex Britten
- Kalanchoe bracteata Scott-Elliot
- Kalanchoe brevisepala (Humbert) L. Allorge
- Kalanchoe briquetii Raym.-Hamet
- Kalanchoe calycinum Salisb.
- Kalanchoe carnea N.E. Br.
- Kalanchoe ceratophylla Haw.
- Kalanchoe chapototii Raym.-Hamet & H. Perrier
- Kalanchoe chimanimanensis R. Fernandez
- Kalanchoe citrina Schweinf.
- Kalanchoe connata Sprague
- Kalanchoe crenata (Andrews) Haw.
- Kalanchoe crundallii Verd.
- Kalanchoe daigremontiana Raym.-Hamet & H. Perrier
- Kalanchoe densiflora Rolfe
- Kalanchoe dinklagei Rauh
- Kalanchoe ebracteata Scott-Elliot
- Kalanchoe elizae A.Berger
- Kalanchoe eriophylla Hils. & Bojer ex Tul.
- Kalanchoe fadeniorum Raadts
- Kalanchoe fernandesi R. Hamet
- Kalanchoe figureidoi Croizat
- Kalanchoe flammea Stapf
- Kalanchoe garambiensis Kudô
- Kalanchoe gastonis-bonnieri Raym.-Hamet & H. Perrier
- Kalanchoe germanae Raym.-Hamet Raadts
- Kalanchoe glaucescens Britten
- Kalanchoe globulifera H. Perrier
- Kalanchoe gracilipes (Baker) Baill.
- Kalanchoe grandidieri Baill.
- Kalanchoe grandiflora Wight & Arn.
- Kalanchoe hauseri Werderm.
- Kalanchoe hildebrandtii Baill.
- Kalanchoe humbertii Guillaumin
- Kalanchoe humilis Britten
- Kalanchoe integra (Medik.) Kuntze
- Kalanchoe integrifolia Baker
- Kalanchoe jongmansii Raym.-Hamet & H. Perrier
- Kalanchoe kewensis Dyer
- Kalanchoe laciniata (L.) DC.
- Kalanchoe lanceolata (Forssk.) Pers.
- Kalanchoe lateritia Engl.
- Kalanchoe laxiflora Baker
- Kalanchoe lindmanii Raym.-Hamet
- Kalanchoe linearifolia Drake
- Kalanchoe lobata R. Fernandez
- Kalanchoe longiflora Schltr. ex J.M. Wood
- Kalanchoe lubangensis R.Fern.
- Kalanchoe lugardii Bullock
- Kalanchoe macrochlamys H. Perrier
- Kalanchoe mandrarensis Humbert
- Kalanchoe marmorata Baker
- Kalanchoe marnieriana H. Jacobsen
- Kalanchoe migiurtinorum Cufod.
- Kalanchoe millotii Raym.-Hamet & H. Perrier
- Kalanchoe miniata Hilsenb. & Bojer ex Tul.
- Kalanchoe mocambicana Resende
- Kalanchoe mortagei Raym.-Hamet & H. Perrier
- Kalanchoe ndorensis Schweinf.
- Kalanchoe neglecta Toelken
- Kalanchoe nyikae Engl.
- Kalanchoe obtusa Engl.
- Kalanchoe orgyalis Baker
- Kalanchoe paniculata Harv.
- Kalanchoe peteri Werderm.
- Kalanchoe petitiana A. Rich.
- Kalanchoe poincarei Raym.-Hamet & H. Perrier
- Kalanchoe porphyrocalyx (Baker) Baill.
- Kalanchoe prittwitzii Engl.
- Kalanchoe pruinosa Dtr.
- Kalanchoe pseudocampanulata Mannoni & Boiteau
- Kalanchoe pubescens Baker
- Kalanchoe pumila Baker
- Kalanchoe quadrangularis Desc.
- Kalanchoe quartiniana A. Rich.
- Kalanchoe rhombopilosa Mannoni & Boiteau
- Kalanchoe robusta Balfour
- Kalanchoe robynsiana R. Hamet
- Kalanchoe rolandi-bonapartei Raym.-Hamet & H. Perrier
- Kalanchoe rosei Raym.-Hamet & H. Perrier
- Kalanchoe rotundifolia (Haw.) Haw.
- Kalanchoe salazarii Raym.-Hamet
- Kalanchoe scapigera Welw. ex Britten
- Kalanchoe schimperiana A. Rich.
- Kalanchoe schizophylla (Baker) Baill.
- Kalanchoe schumacheri Koord.
- Kalanchoe seilleana Raym.-Hamet
- Kalanchoe serrata Mannoni & Boiteau
- Kalanchoe sexangularis N.E. Br.
- Kalanchoe smithii R. Hamet
- Kalanchoe somaliensis Hook. f.
- Kalanchoe stenosiphon Britten
- Kalanchoe streptantha Baker
- Kalanchoe stuhlmannii Engl.
- Kalanchoe suarezensis H. Perrier
- Kalanchoe subrosulata Thulin
- Kalanchoe synsepala Baker
- Kalanchoe tashiroi Yamam.
- Kalanchoe teixeirae Raym.-Hamet ex R.Fern.
- Kalanchoe teretifolia Deflers
- Kalanchoe tetraphylla H. Perrier
- Kalanchoe tomentosa Baker
- Kalanchoe uniflora (Stapf) Raym.-Hamet
- Kalanchoe usambarensis Engl. & Raym.-Hamet
- Kalanchoe vatrinii Raym.-Hamet
- Kalanchoe velutina Welw. ex Britten
- Kalanchoe viguieri Raym.-Hamet & H. Perrier
- Kalanchoe waldheimii Raym.-Hamet & H. Perrier
- Kalanchoe welwitschii Britten
- Kalanchoe wildii R.-Hamet ex R. Fernandez
- Kalanchoe zimbabwensis Rendle

## Galeria

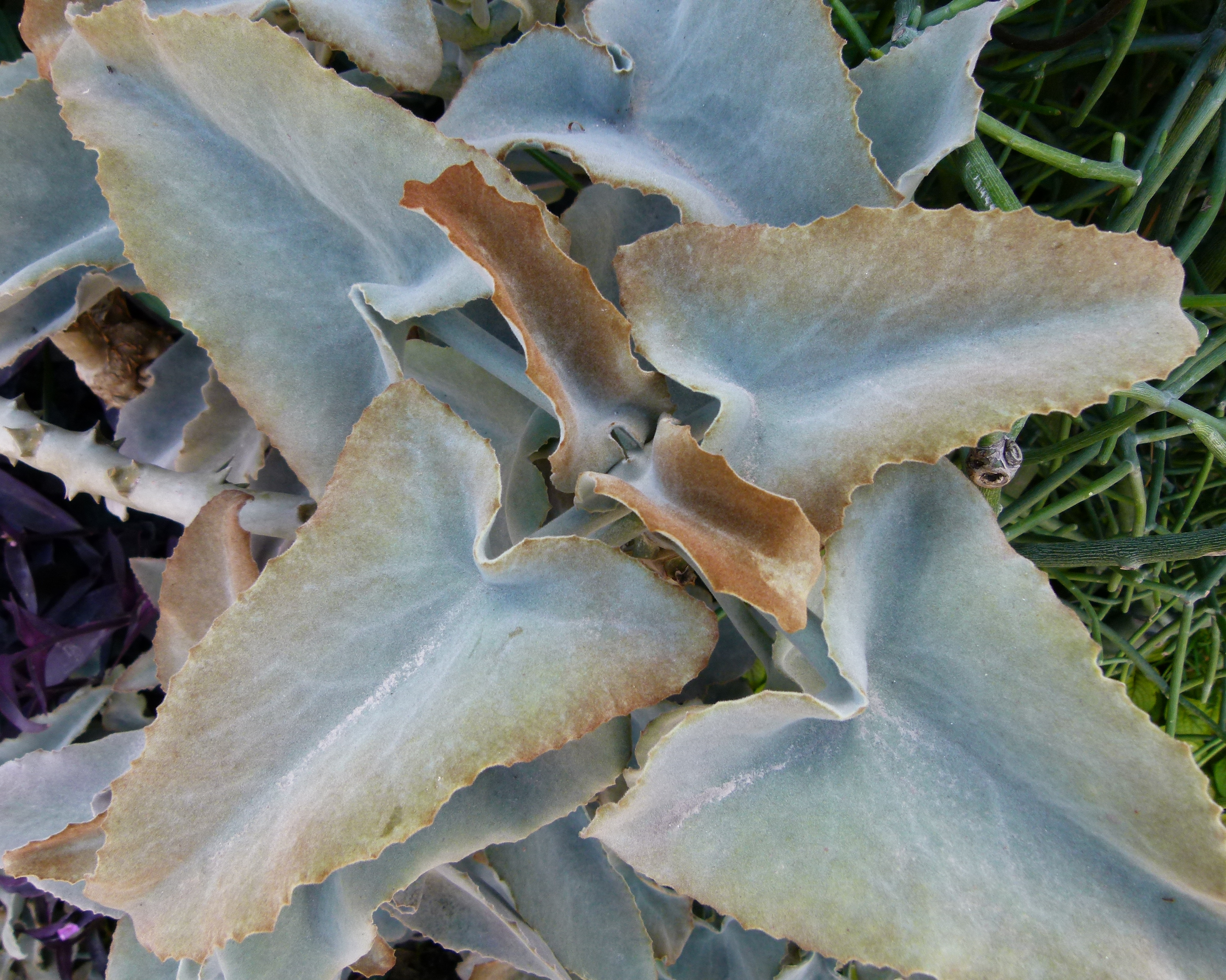
Kalanchoe beharensis
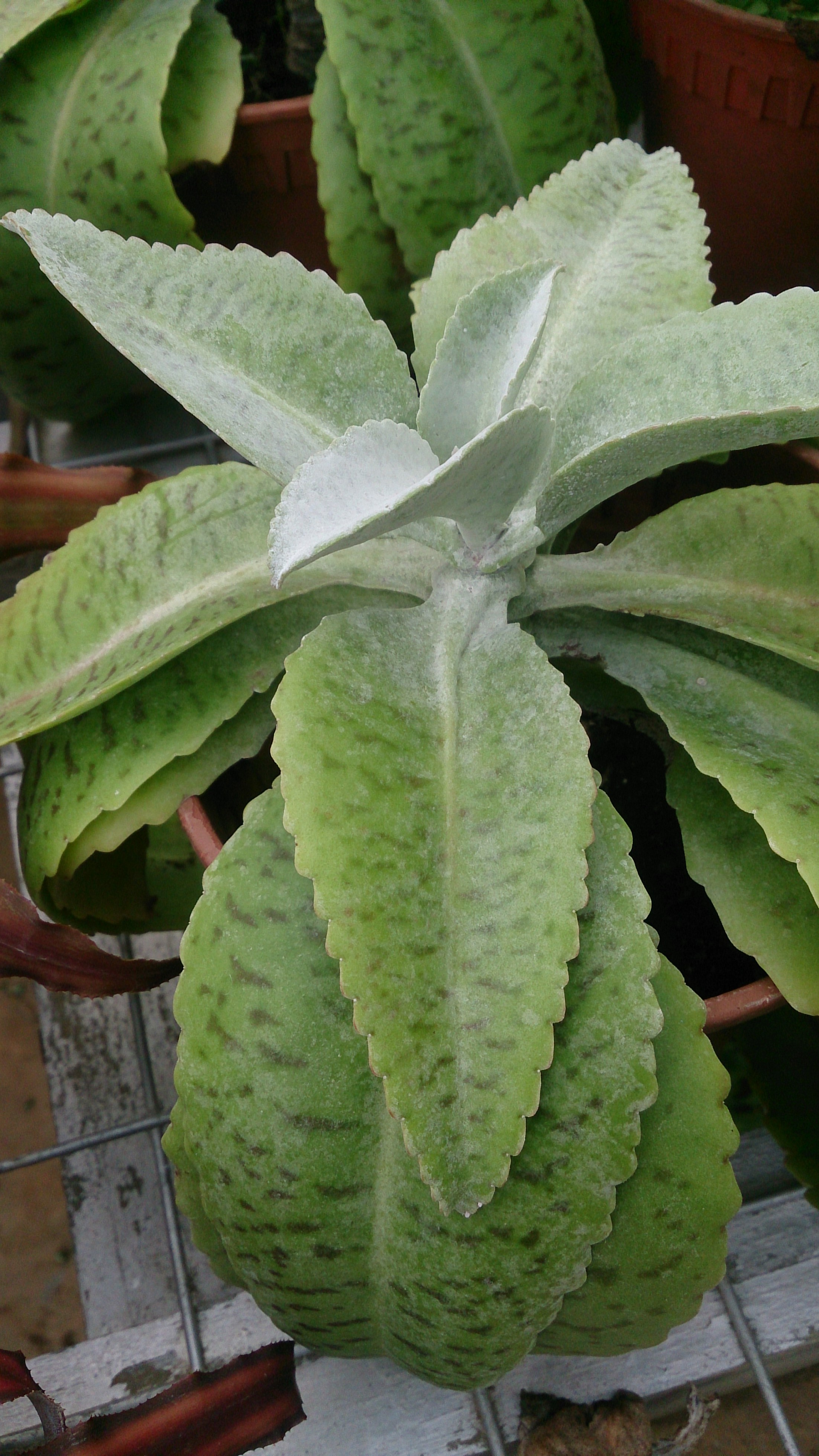
Kalanchoe gastonis-bonnieri
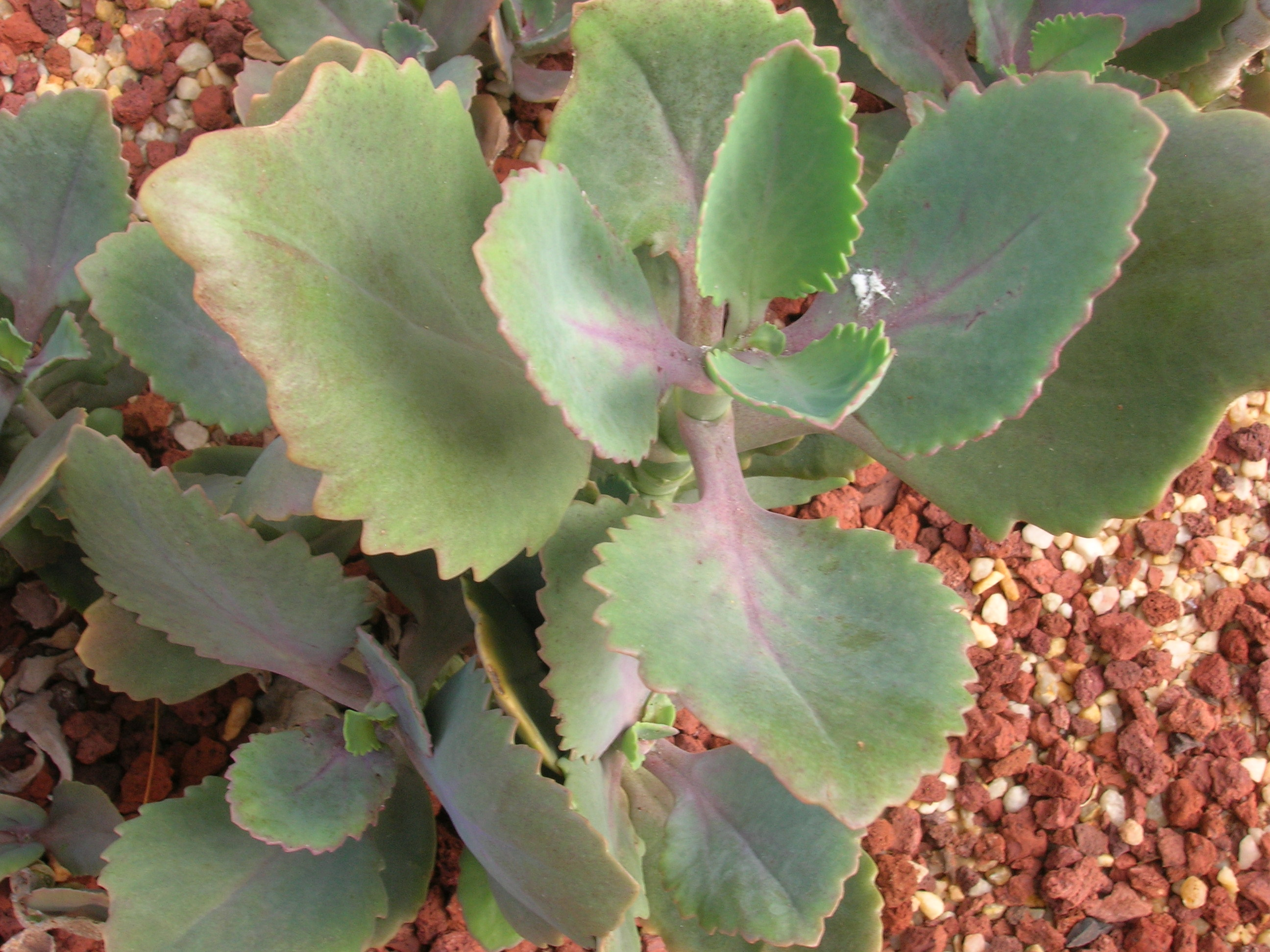
Kalanchoe longiflora
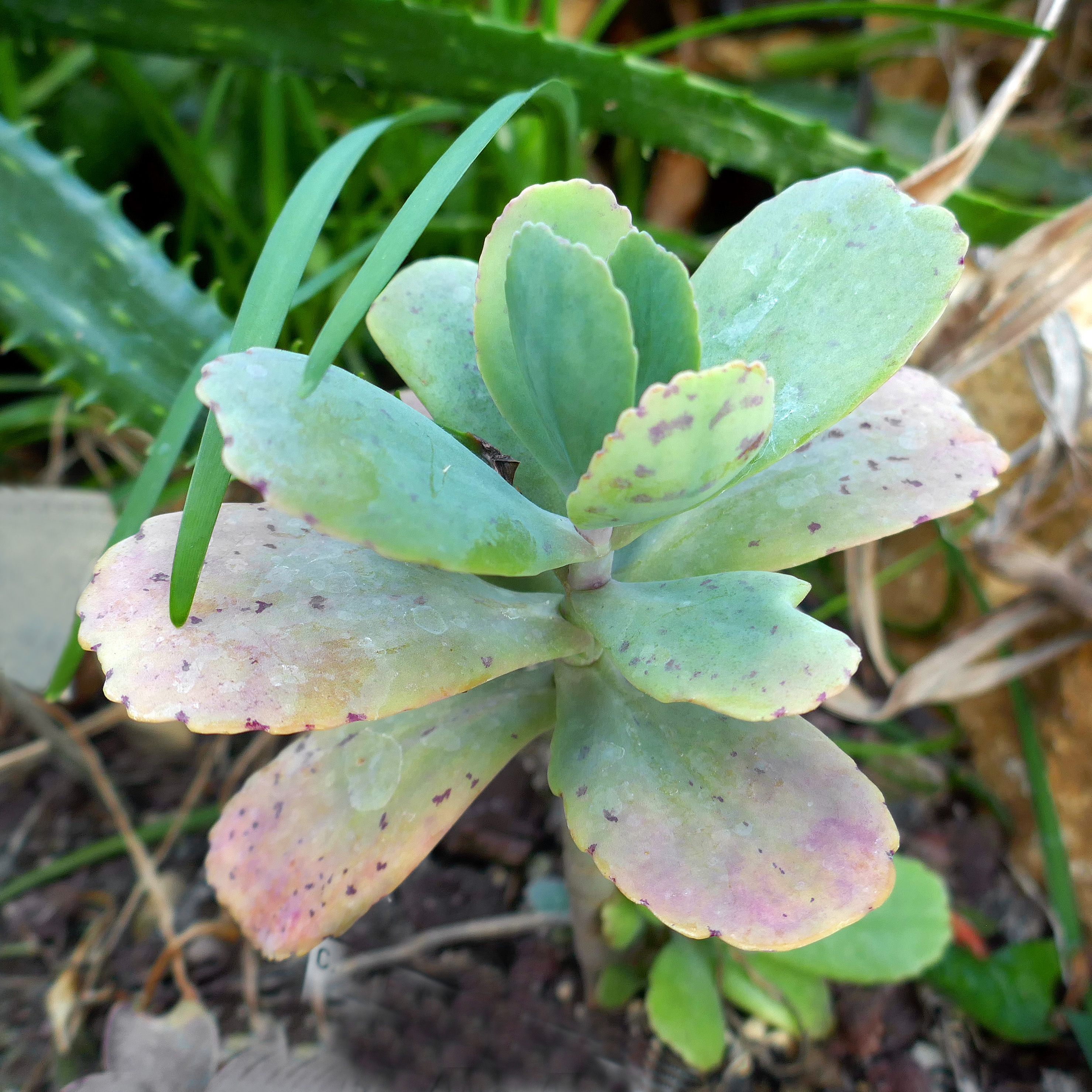
Kalanchoe marmorata
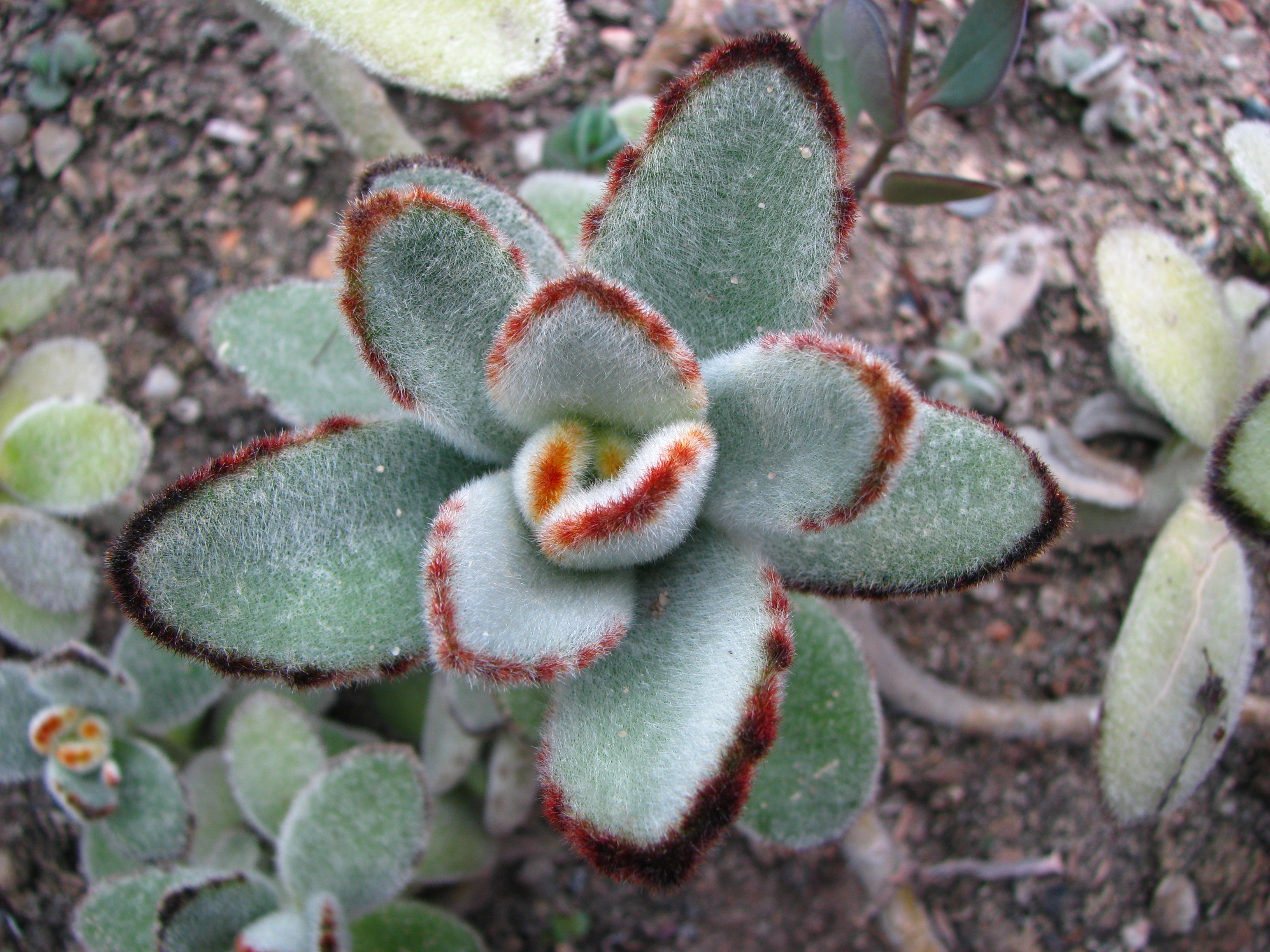
Kalanchoe tomentosa
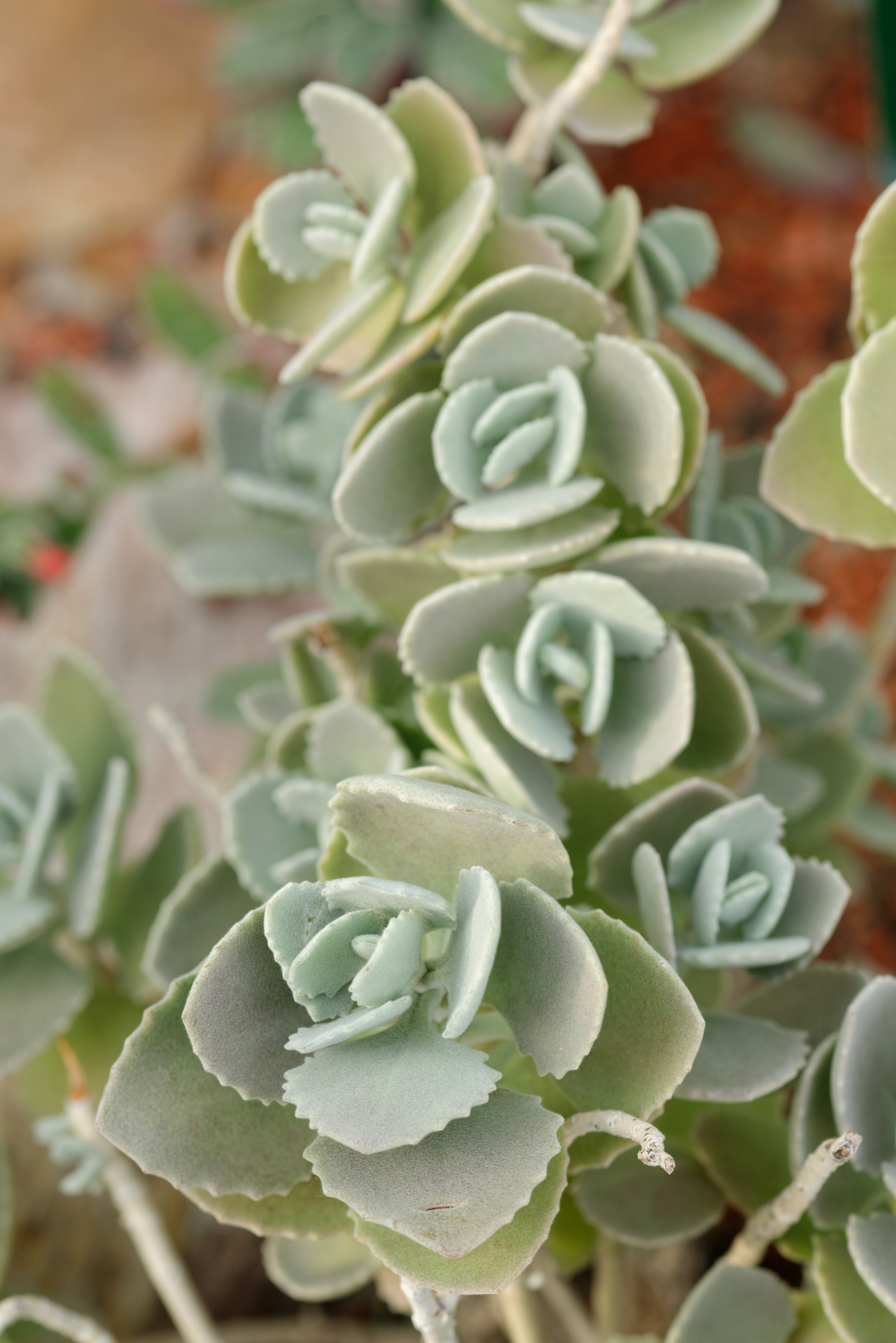
Kalanchoe millotii
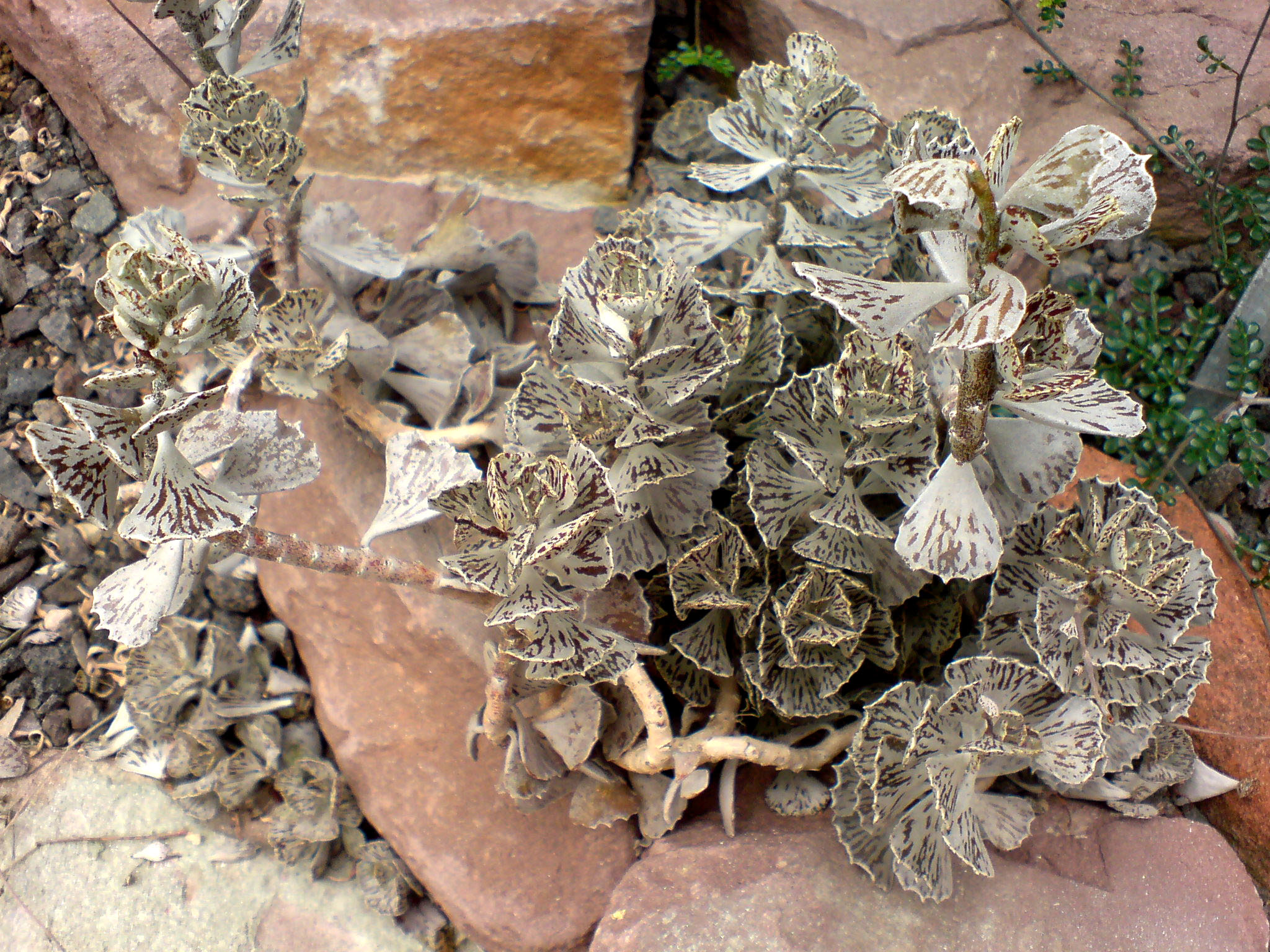
Kalanchoe rhombopilosa
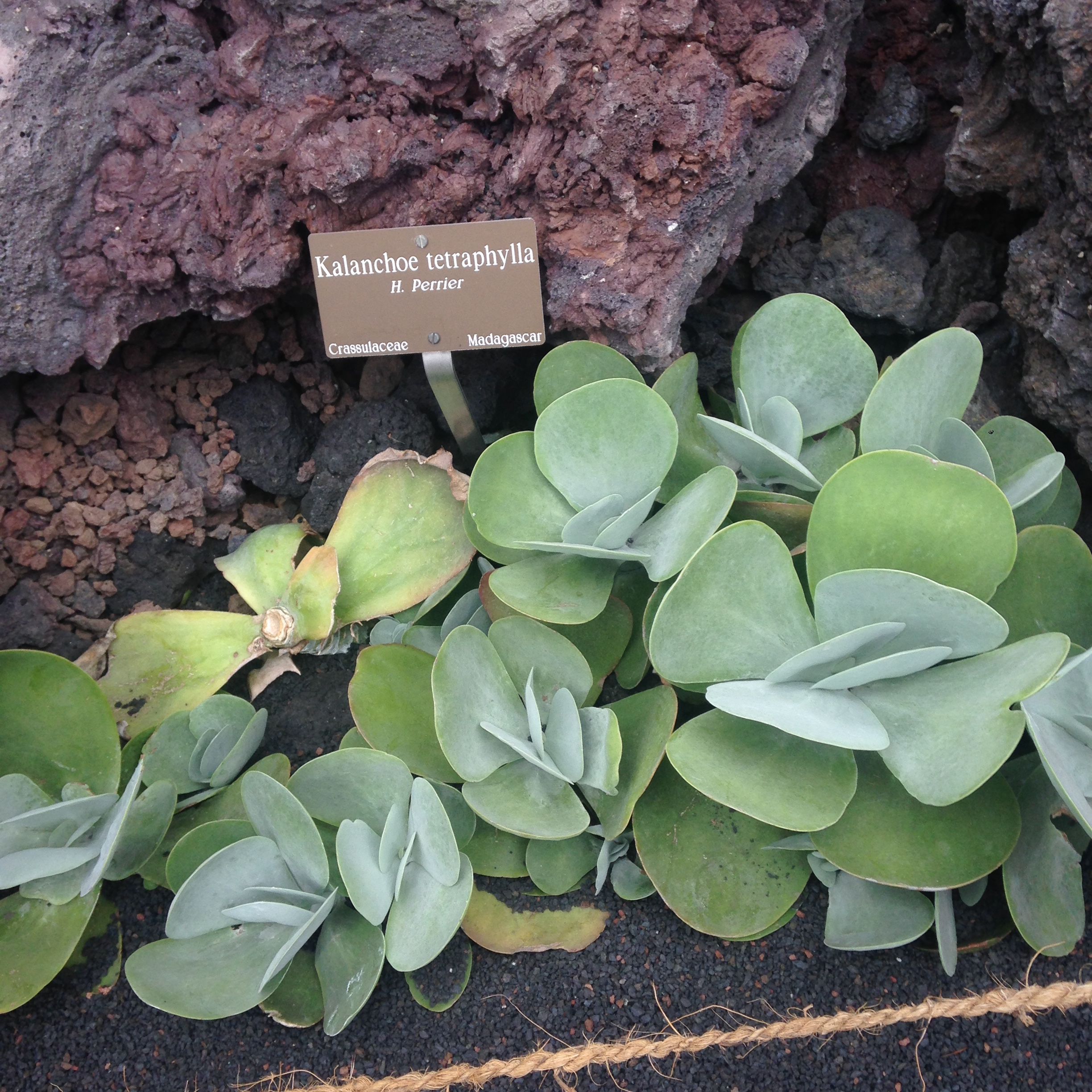
Kalanchoe tetraphylla